# Nils Nyström (1873–1947)
Nils Thomas Nyström, född 8 augusti 1873 på Drottningholms slott, död 26 december 1947 i Stockholm, var en svensk protokollsekreterare och målare.
Han var son till rådmannen Nils Gustaf Nyström och Johanna Ström och från 1920 gift med Gerda Påhlman. Nyström studerade konst vid Althins målarskola och Edward Berggrens målarskola i Stockholm. Han medverkade i Liljevalchs höstsalonger under 1930-talet. Nyström finns representerad vid Leksands konstgalleri.